# Верхнеколвинск
Верхнеколвинск — посёлок в городском округе Усинск Республики Коми. 

## География
Расположен в 129 км к северу от Усинска на берегу реки Колва.

## История
С 1984 года по 1998 год Верхнеколвинск имел статус посёлка городского типа. Возник как центр добычи нефти и природного газа.

## Население
| 1989 | 2002 | 2010 |
| ---- | ---- | ---- |
| 1341 | ↘0   | →0   |